# Wojciech Szuchnicki
Wojciech Szuchnicki (ur. 17 grudnia 1976 w Gdańsku) – polski florecista, drużynowy medalista mistrzostw świata, Europy i Polski.

## Osiągnięcia sportowe

### Indywidualne
Mistrzostwa Polski
- Mistrzostwa Polski 1999, złoty medal[1]
- Mistrzostwa Polski 2005, złoty medal[1]
- Mistrzostwa Polski 1997, srebrny medal[2]
- Mistrzostwa Polski 2004, srebrny medal[2]
- Mistrzostwa Polski 2007, srebrny medal[2]

Puchar Świata
- La Coruna 2005, brązowy medal[3]

Klasyfikacja roczna Polskiego Związku Szermierczego
- Sezon 2002/2003 4. miejsce
- Sezon 2003/2004 4. miejsce (stan z dnia 5 marca 2004)
- Sezon 2004/2005 1. miejsce
- Sezon 2005/2006 2. miejsce

Klasyfikacja generalna Pucharu Polski Sietom Tour
- Klasyfikacja generalna Pucharu Polski Sietom Tour 2002/2003 1. miejsce
- Klasyfikacja generalna Pucharu Polski Sietom Tour 2003/2004 3. miejsce
- Klasyfikacja generalna Pucharu Polski Sietom Tour 2004/2005 7. miejsce
- Klasyfikacja generalna Pucharu Polski Sietom Tour 2005/2006 2. miejsce
- Klasyfikacja generalna Pucharu Polski Sietom Tour 2006/2007 2. miejsce

### Drużynowo
- Uniwersjada Palma de Mallorca 1999, srebrny medal.

Mistrzostwa Świata
- Mistrzostwa Świata Seul 1999, brązowy medal[4]
- Mistrzostwa Świata Hawana 2003 4. miejsce[5]
- Mistrzostwa Świata Lipsk 2005 5. miejsce[6]
- Mistrzostwa Świata Turyn 2006 6. miejsce[2]

Mistrzostwa Europy
- Mistrzostwa Europy Bolzano 1999, brązowy medal[7]
- Mistrzostwa Europy Koblencja 2001, brązowy medal[7]
- Mistrzostwa Europy Kopenhaga 2004, srebrny medal[7]
- Mistrzostwa Europy Izmir 2006, srebrny medal[7]

Puchar Świata
- Wenecja 1997, złoty medal
- Paryż 2005, srebrny medal[8]
- Paryż 2007, srebrny medal[9]

Mistrzostwa Polski
- 11x Mistrz Polski z klubem AZS-AWF Gdańsk

## Życie prywatne
Urodzony  w Gdańsku 17 grudnia 1976 roku. Mama Teresa Szuchnicka jest Doktorem Nauk na Wydziale Chemii Politechniki Gdańskiej, natomiast tata Wiesław Szuchnicki jest Doktorem Nauk na Wydziale Budownictwa Lądowego Politechniki Gdańskiej.
Rozpoczął uprawianie szermierki w Szkole Podstawowej nr 70 w Gdańsku-Oliwie w 1987 roku pod okiem Fechmistrza Longina Szmita.
W 2000 roku został nagrodzony przez Polski Komitet Olimpijski Główną Nagrodą Fair Play za uczciwą postawę podczas zawodów sportowych.
W 2003 roku uzyskał tytuł Magistra Inżyniera Wydziału Budownictwa Lądowego Politechniki Gdańskiej. Młodszy brat Agnieszki Szuchnickiej.
Od 2013 roku mąż Anny Szuchnickiej oraz ojciec dwóch synów: Leon (2016) i Teodor (2020).